# Stage Fighter
《Stage Fighter》（ 韓語：스테이지 파이터），是Mnet Original Dance Series推出的舞蹈競賽節目，邀請64位的男子舞者出演，包括韓國舞蹈、現代舞、芭蕾舞，在節目中可藉由不同類型的舞蹈比賽，互相競爭。於2024年9月24日播出。

## 節目成員
- 主持：姜丹尼爾[7]
- Master：金柱元（김주원）
- 排練導演：Matthew Rich
- 韓國舞蹈教練：金在承（김재승）、鄭寶京（정보경）
- 現代舞教練：成昌勇（성창용）、崔秀珍（최수진）
- 芭蕾舞教練：柳會雄（유회웅）、韓成宇（한성우）
- 特別出演：朴贊郁、吳娜拉、李姃垠、許城泰

### 引見
1. ↑  . 2024-06-13.
2. ↑  . 2024-08-30.
3. ↑  . 2024-09-24.
4. ↑  . 2024-09-24.
5. ↑  . 2024-09-24.
6. ↑  . 2024-12-21.
7. ↑  . 2024-07-25.

## 外部連結
- Stage Fighter 官方網站
- Stage Fighter 官方Naver網站
- Stage Fighter 官方YouTube頻道
- Stage Fighter 官方Instagram